# Jean-Marie Poiré
Jean-Marie Poiré, nació el 10 de julio de 1945, es un director, guionista y productor francés, hijo del productor Alain Poiré. Normalmente hace comedias.

## Comienzos
En sus inicios, Jean-Marie Poiré ejerció como fotógrafo usando el pseudónimo de Antonin Berg (1967-1968). También fue cantante, principalmente en el grupo The Frenchies, bajo el pseudónimo de Martin Dune. En 1975, sacó un 45 revoluciones en solitario, con los temas Platon y Label motel. Dicho disco es parte de la banda sonora original de la película Pas de problème ! de Georges Lautner.

## Filmografía completa como director-guionista
- 1978 : Les Petits Câlins
- 1980 : Retour en force
- 1981 : Les Hommes préfèrent les grosses
- 1982 : Le Père Noël est une ordure
- 1983 : Papy fait de la résistance
- 1986 : Twist again à Moscou
- 1989 : Mes meilleurs copains
- 1991 : L'Opération Corned-Beef
- 1993 : Los visitantes
- 1995 : Les Anges gardiens
- 1998 : Los visitantes 2
- 2001 : Los visitantes en América
- 2002 : Ma femme s'appelle Maurice
- 2009 : Le Grimoire d'Arkandias

## Filmografía selectiva como guionista

### ConMichel Audiard
- 1968 : Faut pas prendre les enfants du bon Dieu pour des canards sauvages ou "Opération Léontine"
- 1969 : Une veuve en or
- 1970 : Elle boit pas, elle fume pas, elle drague pas, mais... elle cause !
- 1971 : Le drapeau noir flotte sur la marmite
- 1972 : Elle cause plus... elle flingue
- 1974 : Comment réussir... quand on est con et pleurnichard

### ConGeorges Lautner
- 1973 : Quelques messieurs trop tranquilles
- 1975 : Pas de problème !
- 1981 : Est-ce bien raisonnable ?

### ConRobert Lamoureux
- 1975 : On a retrouvé la septième compagnie
- 1977 : La Septième Compagnie au clair de lune

## Resultados en taquilla
- 1983 : Papy fait de la résistance : 4,10 millones de entradas
- 1986 : Twist again à Moscou : 1,36 millones de entradas
- 1988 : Mes meilleurs copains : 356 742 entradas
- 1992 : Los visitantes : 13,78 millones de entradas
- 1995 : Les Anges gardiens : 5,74 millones de entradas
- 1998 : Los visitantes 2 : 8,03 millones de entradas